# 22ドリームス
22ドリームス（22 Dreams）は、ポール・ウェラーが2008年に発表したアルバム。

## 解説
曲ごとに様々なミュージシャンを起用する形で制作された。オアシスのノエル・ギャラガーとゲム・アーチャー、元ブラーのグレアム・コクソン、元ザ・ストーン・ローゼズのアジズ・イブラヒム、元ソフト・マシーンのロバート・ワイアット、リトル・バーリーのメンバー3人等が参加。「ブラック・リヴァー」は、ポールとグレアム・コクソンが2007年に連名で発表したシングル「This Old Town」のB面に収録されていた曲。
随所でインストゥルメンタルを取り入れており、「ソング・フォー・アリス」は2007年に他界したアリス・コルトレーンに捧げられたインストゥルメンタル。
全英アルバム・チャートで初登場1位。ポールのソロ・アルバムとしては3度目の1位獲得となった。「ハヴ・ユー・メイド・アップ・ユア・マインド」と「エコーズ・ラウンド・ザ・サン」の両A面シングルが先行シングルとしてリリースされ、全英19位に達した。
通常版CDの他、2枚組LP、限定デジブック型2枚組デラックス･エディションが発売された。日本盤デラックス･エディションはボーナス･トラックを加えた紙ジャケット仕様。

## 収録曲
特記なき楽曲はポール・ウェラー作。
1. ライト・ナイツ - "Light Nights" - 3:45
2. 22ドリームス - "22 Dreams" (Paul Weller, Simon Dine) - 2:48
3. オール・アイ・ウォナ・ドゥ (イズ・ビー・ウィズ・ユー) - "All I Wanna Do (Is Be With You)" - 4:36
4. ハヴ・ユー・メイド・アップ・ユア・マインド - "Have You Made Up Your Mind" - 3:15
5. エンプティ・リング - "Empty Ring" (P. Weller, S. Dine) - 3:03
6. インヴィジブル - "Invisible" - 4:07
7. ソング・フォー・アリス - "Song For Alice" (P. Weller, S. Dine, Steve Cradock) - 3:38
8. コールド・モーメンツ - "Cold Moments" - 5:00
9. ザ・ダーク・ペイジズ・オブ・セプテンバー・リード・トゥ・ザ・ニュー・リーヴス・オブ・スプリング - "The Dark Pages of September Lead to the New Leaves of Spring" (S. Dine, P. Weller) - 0:45
10. ブラック・リヴァー - "Black River" - 3:48
11. ホワイ・ウォーク・ホエン・ユー・キャン・ラン - "Why Walk When You Can Run" - 4:14
12. プッシュ・イット・アロング - "Push It Along" (P. Weller, S. Dine) - 2:53
13. ア・ドリーム・リプライズ - "A Dream Reprise" (S. Dine, P. Weller) - 1:09
14. エコーズ・ラウンド・ザ・サン - "Echoes Round the Sun" (P. Weller, Noel Gallagher) - 3:09
15. ワン・ブライト・スター - "One Bright Star" (P. Weller, S. Dine) - 2:58
16. ララバイ・フュア・キンダー - "Lullaby Für Kinder" - 2:23
17. ホエアエヴァー・イエ・ゴー - "Where'er Ye Go" - 2:47
18. ゴッド - "God" - 2:03
19. 111 - "111" (P.Weller, S. Dine, S. Cradock) - 2:24
20. シー・スプレイ - "Sea Spray" (P. Weller, Hannah Andrews) - 3:55
21. ナイト・ライツ - "Night Lights" (P. Weller, S. Cradock, Charles Rees, H. Andrews) - 6:07
22. エコーズ・ラウンド・ザ・サン（ライヴ） - "Echoes Round the Sun (Live)" (P. Weller, Noel Gallagher) - 2:55
  - iTunes Storeボーナス・トラック

### Deluxe Edition ボーナス・ディスク収録曲
1. 22ドリームス（オリジナル・デモ）- "22 Dreams (Original Demo)" (Paul Weller, Simon Dine)
2. リップ・ザ・ペイジズ・アップ - Rip The pages Up
3. ライト・ナイツ（オリジナル・デモ） - "Light Nights (Original Demo)"
4. コールド・モーメンツ（オリジナル・デモ） - "Cold Moments (Original Demo"
5. ラヴズ・ガット・ミー・クレイジー - "Lover's Got Me Crazy"
6. インヴィジブル（マルコ・ヴァージョン）- "Invisible (Marco Version)"
7. ビッグ・ブラス・ボタンズ（インストゥルメンタル）- "Big Brass Buttons"
8. 22ドリームス（インストゥルメンタル）- "22 Dreams (Instrumental)" (Paul Weller, Simon Dine)
9. ライズ・アンド・フォール - "Rise And Fall"
  - 日本盤ボーナス・トラック

## 参加ミュージシャン
- ポール・ウェラー - ボーカル、ギター他
- サイモン・ダイン - ギター、オーケストレーション、パーカッション、マンドリン、モーグ・シンセサイザー
- スティーヴ・クラドック - ギター、ボーカル、ドラムス、チェレスタ、ピアノ、マンドリン
- ハナ・アンドリュース - ボーカル
- バーリー・カドガン - ギター(on 2. 13.)
- ゲム・アーチャー - ギター、メロトロン(on 14.)
- スティーヴ・ブルックス - スパニッシュ・ギター(on 15.)
- ルイス・ワートン - ベース(on 2. 13.)
- アンディ・ルイス - チェロ(on 1.)、ベース(on 3.)
- ノエル・ギャラガー - ベース、ピアノ、メロトロン(on 14.)
- ビリー・スキーナー - ドラムス(on 2. 13.)
- チャールズ・リーズ - ドラムス(on 3.)、ピアノ、モーグ・シンセサイザー(on 21.)
- スティーヴ・ホワイト - ドラムス(on 8.)
- グレアム・コクソン - ドラムス(on 10.)
- テリー・カークブリッジ - ドラムス(on 14.)
- ロバート・ワイアット - トランペット、ピアノ(on 7.)
- ジョン・マッカスカー - ヴァイオリン(on 1. 17.)
- Arlia De Ruiter - ヴァイオリン(on 16.)
- Lorre Lynn Trytten - ヴァイオリン(on 16.)
- Mieke Honinh - ヴィオラ(on 16.)
- Models Own - ピーコック・ヴォイス(on 10.)
- アジズ・イブラヒム - スポークン・ワード(on 18.)